# United States House Committee on the Judiciary
Das United States House Committee on the Judiciary (auch: House Judiciary Committee) ist ein ständiger Ausschuss des Repräsentantenhauses der Vereinigten Staaten. Derzeitiger Vorsitzender ist Jerry Nadler (D-NY), Oppositionsführer (Ranking Member) ist Jim Jordan (R-OH).

## Aufgabenbereich

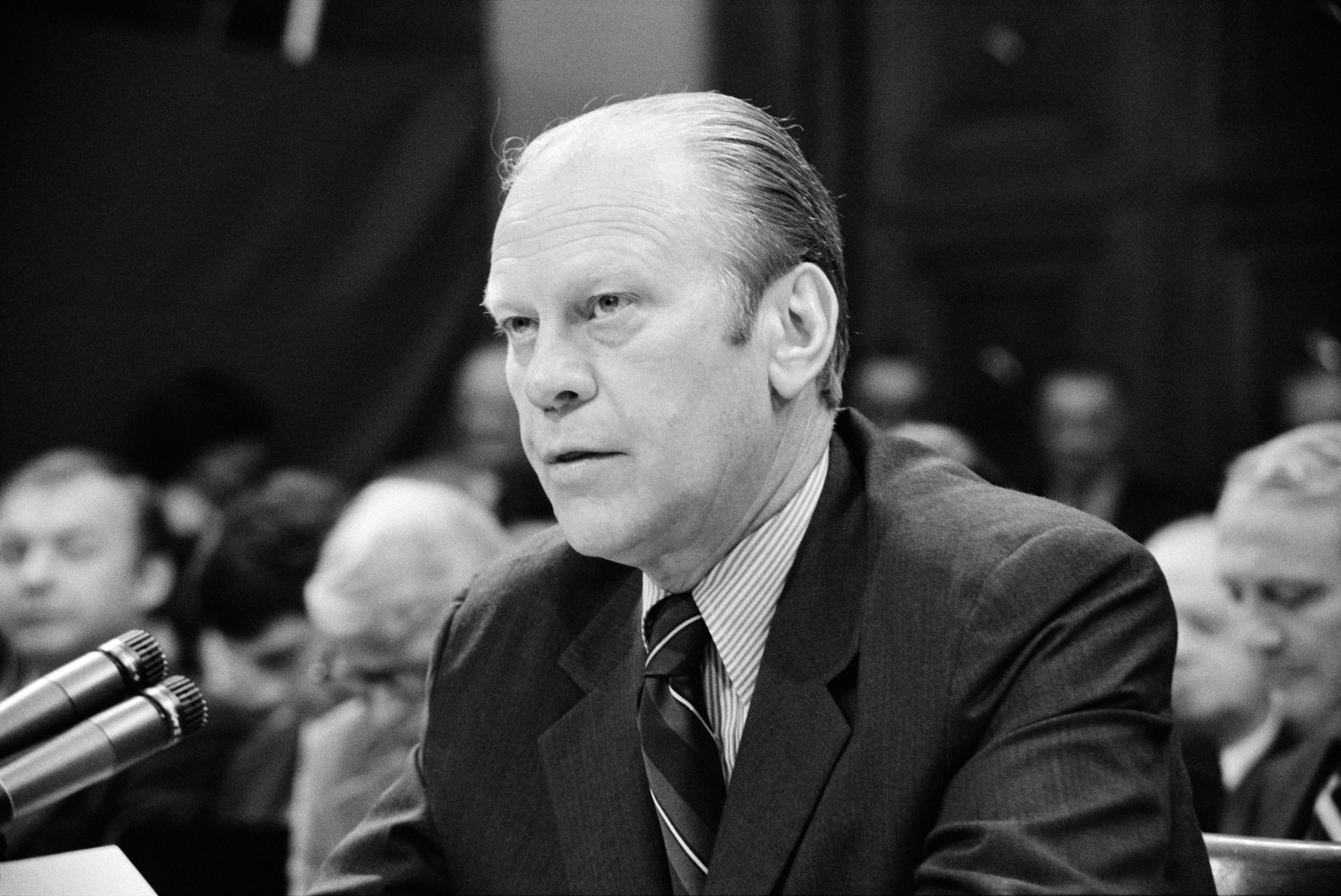
Am 17. Oktober 1974 nimmt Präsident Gerald Ford vor dem Ausschuss persönlich Stellung zur Begnadigung, die er kurz zuvor seinem Vorgänger Richard Nixon gewährte

Der Ausschuss wurde am 3. Juni 1813 gegründet und hatte zunächst die Aufgabe, über Regeln für juristische Verfahren zu beraten. Seitdem hat der Aufgabenbereich stetig zugenommen. Heute übt der Ausschuss die Kontrolle über das Rechtssystem der USA aus, beschützt die Wirtschaft vor ungesetzlichem Handeln und Monopolbildung, wacht über die Einhaltung der Bürgerrechte, regelt das Verhältnis der Bundesstaaten untereinander sowie Ansprüche gegen die USA, übt die Aufsicht über die Gefängnisse aus, sorgt für die Einhaltung des Schutzes von Patenten und Markennamen, wacht über „subversive“ Aktionen, die die innere Sicherheit der USA bedrohen, regelt die Nachfolge der Präsidenten und wacht über die ordnungsgemäße Ausübung des Amtes von gewählten Mandatsträgern, einschließlich des Präsidenten der Vereinigten Staaten. Es ist darüber hinaus das Gremium des Kongresses, welches Anhörungen über eine Amtsenthebung („Impeachment“) von Mandatsträgern durchführt.

## Mitglieder

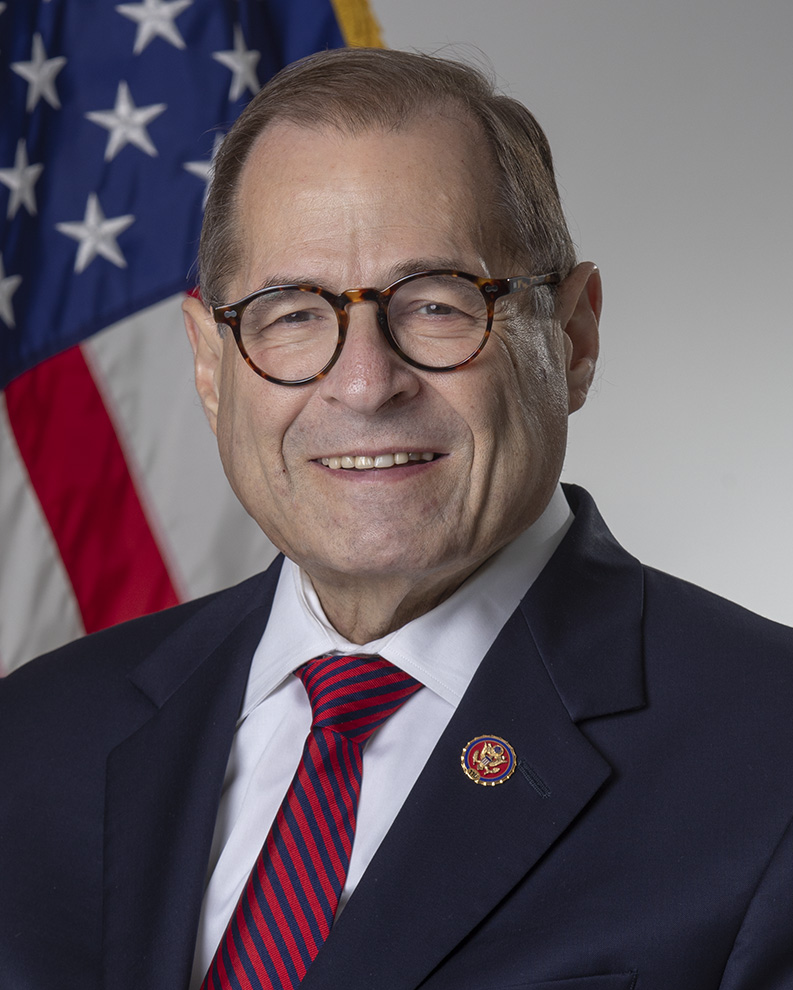
Jerry Nadler, derzeitiger Vorsitzender des Ausschusses für Justiz

Im 117. Kongress besteht der Ausschuss aus 25 Demokraten und 19 Republikanern. Es bestehen derzeit fünf Unterausschüsse.
| Demokraten | Republikaner |
| --- | --- |
| - Jerrold Lewis Nadler, Chairman - Susan Ellen Lofgren - Sheila Jackson Lee - Stephen Ira Cohen - Henry Calvin Johnson Jr. - Theodore Eliot Deutch (bis 30. September 2022) - Karen Ruth Bass (bis 9. Dezember 2022) - Hakeem Sekou Jeffries - David Nicola Cicilline - Eric Michael Swalwell Jr. - Ted W. Lieu - Jamin Ben Raskin - Pramila Jayapal - Valdez Venita Demings - Jose Luis Correa - Mary Gay Scanlon - Sylvia Rodriguez Garcia - Joseph Neguse - Lucia Kay McBath - Gregory John Stanton - Madeleine Dean Cunnane, Vice Chairwoman - Veronica Escobar - Mondaire Jones - Deborah Koff Ross - Cori Anika Bush | - James Daniel Jordan, Ranking Member - Steven Chabot - Louis Buller Gohmert Jr. - Darrell Edward Issa - Kenneth Robert Buck - Matthew Louis Gaetz - James Michael Johnson - Andrew Steven Biggs - Thomas Miller McClintock - William Gregory Steube - Thomas P. Tiffany - Thomas Harold Massie - Charles Eugene Roy - James Daniel Bishop - Michelle Louise Helene Fischbach - Victoria Spartz - Scott Lawrence Fitzgerald - Cliff Stewart Bentz - Clarence Burgess Owens |

## Unterausschüsse
| Subcommittee                                       | Übersetzung                                                | Chair (Vorsitz)          | Ranking Member           |
| -------------------------------------------------- | ---------------------------------------------------------- | ------------------------ | ------------------------ |
| Antitrust, Commercial and Administrative Law       | Kartellrecht, Kommerzielle und Administrative Gesetzgebung | David Nicola Cicilline   | Kenneth Robert Buck      |
| Courts, Intellectual Property and the Internet     | Gerichte, Geistiges Eigentum und das Internet              | Henry Calvin Johnson Jr. | Darrell Edward Issa      |
| Crime, Terrorism and Homeland Security             | Kriminalität, Terrorismus und Heimatschutz                 | Sheila Jackson Lee       | Andrew Steven Biggs      |
| Immigration and Citizenship                        | Einwanderung und Staatsbürgerschaft                        | Susan Ellen Lofgren      | Thomas Miller McClintock |
| The Constitution, Civil Rights and Civil Liberties | Die Verfassung, Bürgerrechte und bürgerliche Freiheiten    | Stephen Ira Cohen        | James Michael Johnson    |